# Creative Computing
Creative Computing (tạm dịch: Sáng tạo máy tính) là một trong những tạp chí đầu tiên bao gồm các cuộc cách mạng máy vi tính. Xuất bản từ tháng 10 năm 1974 cho đến tháng 12 năm 1985, Creative Computing bao phủ toàn bộ quang phổ của máy tính cá nhân/gia đình/tiêu khiển trong một định dạng dễ tiếp cận hơn so với BYTE định hướng về mặt kỹ thuật. Tạp chí được sáng lập bởi David H. Ahl rồi sau bán lại cho Ziff-Davis vào đầu những năm 1980, nhưng vẫn giữ vị trí Tổng biên tập. Những cây bút cộng tác với tạp chí gồm Robert Swirsky, David Lubar và John J. Anderson. Ted Nelson nổi tiếng với việc phát minh ra siêu văn bản đã có một thời gian ngắn làm biên tập viên cho tạp chí này. Số ra tháng 4 năm 1980 của Creative Computing chứa đựng những câu nhại lại khéo léo về tất cả các tạp chí máy tính lớn vào lúc đấy. Tạp chí thường xuyên đính kèm mã nguồn BASIC cho những chương trình tiện ích và các trò chơi để người dùng có thể tự nhập vào máy tính gia đình của họ. Vào cuối kỳ hoạt động, Creative Computing đã cố gắng để tái tập trung vào mảng kinh doanh máy tính (như là xu hướng trong hầu hết các tạp chí máy tính lúc đó) nhưng đã không thành công và cuối cùng đành công bố chấm dứt hoạt động.